# 星街彗星
星街彗星（日语：／ Hoshimachi Suisei */?），是日本的虛擬YouTuber、虛擬偶像、歌手。所屬事務所為hololive。同時為TOY'S FACTORY所屬音樂組合Midnight Grand Orchestra成員，在組合中擔任主唱與部分歌曲作詞。

## 人物簡介
於2018年3月22日以個人勢出道，人物設定是一個喜歡唱歌和追星且永遠都是18歲的偶像Vtuber。該時期的角色形象、Live2D、影片剪輯皆是自己親自完成的。
2019年加入了VTuber組合hololive，轉為以直播為主。擅長各類型的遊戲，特別是俄羅斯方塊。此外對唱歌、舞蹈、繪畫、模仿的各方面都很擅長。
夢想是在武道館舉辦演唱會。以音樂唱歌為軸心進行活動，並致力於原創曲的製作。2021年發行的首張個人專輯《Still Still Stellar》在各音源榜取得了優秀的成績，也舉辦了第一場個人演唱會「STELLAR into the GALAXY」。2022年，與知名音樂製作人TAKU INOUE組成樂團「Midnight Grand Orchestra」，也同時以個人名義持續發布新作品。2025年2月1日，她在武道館舉辦演唱會的夢想成功實現。
星街彗星的粉絲原本稱為「彗星友」（こめとも），2019年5月19日起改為「星詠者」（星詠み）。

## 經歷

### 2018年
- 3月18日，Twitter開始活動，初次發送推文[2]，并于3月22日在YouTube投稿第一条自我介绍影片[3]。
- 7月2日，短暫地參加VTuber團體「S:gnal」，作為五位成員之一。[4]
- 8月5日，從「S:gnal」中畢業，回歸到個人活動。
- 11月22日，在Youtube上傳第一首原創曲《comet》。邀請VOCALOID制作人*Luna作曲作詞，自己負責影片制作以及主唱。[5]

### 2019年
- 3月22日，作為出道一年紀念，在Youtube上傳第二首原創曲《天球，彗星劃過了夜空》（天球、彗星は夜を跨いで）。邀请VOCALOID制作人，同樣是由自己負責影片制作以及主唱。[6]
- 5月19日，與AZKi同日宣布加入hololive的音樂特化企劃品牌「INNK Music」。[7]
- 7月27日，于秋叶原Entasu参加演唱会「INNK EXHiBiTiON」。[8]
- 12月1日，為了向hololive集中管理、加强對其支援體制、擴充INNK Music活動營運的名義，从音樂品牌INNK Music轉籍至hololive所属。[9]

### 2020年
- 1月24日，作為hololive的一員參加於豐洲PIT舉辦的hololive 1st fes.演唱會活動。[10]
- 1月31日，Youtube訂閱人數突破10萬人。
- 2月16日，在株式会社PANORA舉辦的「会える！ 話せる！ VTuberおしゃべりフェス on バレンタイン ホロライブ編」出演[11]。
- 3月21日，于兩周年&生日前夜祭3D LIVE 直播中發布了第三首原創單曲《NEXT COLOR PLANET》，由酒井拓也作曲編曲，由星街彗星作詞。[12]该曲目于3月22日以数字音乐下载形式发售。[13]
- 7月3日，參加了Tokyo V Project舉辦的音樂live活動「It's a Virtual Pop World!」，作為五名參演嘉賓之一登場。
- 9月27日，Youtube訂閱人數突破50萬人。

### 2021年
- 4月13日，舉辦三周年紀念Live，為第四次Youtube 3D演唱會，並發布了個人第六首原創單曲《GHOST》[14]。
- 6月25日，發布了個人第七首原創單曲《Bluerose》[15]。並與第一首原創曲《comet》一同於翌日發佈於數字音樂下載EP《Bluerose/comet》。
- 6月26日，Youtube訂閱人數突破100萬人[16][17]。
- 7月8日，發布了個人第八首原創單曲[18]。並與第二首原創曲一同於翌日發佈於數位音樂下載EP。
- 8月17日，發布了音樂街機遊戲CHUNITHM的合作歌曲《自分勝手Dazzling》，該曲為星街彗星第九首原創單曲。
- 8月21日，公布第十首原創曲《Bye Bye Rainy》（バイバイレイニー）及《自分勝手Dazzling》完整版歌曲舞蹈MV，並一同於翌日發佈於數位音樂下載EP[19][20]。
- 9月25日，在nicovideo上與樱巫女舉辦線上Live。
- 9月29日，發布了個人第一張原創專輯《Still Still Stellar》，數位下載的銷售量也登上了日本當週排行榜首位。[21]
- 10月8日，於Youtube頻道上傳專輯主打曲《Stellar Stellar》MV，該曲為星街彗星第十一首原創單曲。[22]
- 10月21日， 在日本東京豐洲PIT、SPWN上舉行個人演唱會「STELLAR into the GALAXY」，並邀請AZKi及戌亥床作為來賓。
- 12月19日，與櫻巫女以「miComet」組合參加「Virtual Unit Fes. VILLS vol.3」Live。
- 12月25日，於Youtube頻道上傳第十首原創曲MV。[23]

### 2022年
- 3月31日，舉辦四周年紀念Live，並發布了個人第十五首原創單曲《TEMPLATE》。[24]
- 4月12日，與TAKU INOUE以組合Midnight Grand Orchestra開始活動。
- 6月16日，Youtube頻道達成150萬訂閱。
- 7月27日，隨Midnight Grand Orchestra發布首張組合迷你專輯《Overture》，個人演唱會「STELLAR into the GALAXY」BD發售[25]。
- 11月4日，發布了個人全新原創單曲《灼熱にて純情(wii-wii-woo)》。

### 2023年
- 1月20日，於YouTube音樂頻道THE FIRST TAKE出場演唱《Stellar Stellar》，成為首位於該節目登場的VTuber歌手。[26][27][1]
- 1月25日，發布了個人第二張原創專輯《Specter》。[28][29][30]
- 1月28日， 在日本東京Tokyo Garden Theater以及線上平台SPWN、ZAIKO上舉行個人演唱會「Shout in Crisis」，並邀請 みきとP（日语：みきとP）及堀江晶太作為來賓。於個人演唱會中公布新原創曲《先驅者》，並於翌日發佈於數位音樂下載。
- 2月1日， 第二次登上THE FIRST TAKE , 演唱《みちづれ》。
- 3月22日，舉辦五周年紀念Live，並發布了《みちづれ》MV。[31]
- 9月27日，Youtube頻道達成200萬訂閱。

### 2024年
- 3月11日至4月10日期间，与《偶像大師 灰姑娘女孩 星光舞台》举行联动活动，游戏添加若干关联歌曲和道具。[32][33]
- 3月22日，舉辦六周年紀念Live，並發布了新原創曲《BIBBIDIBA（日语：ビビデバ）》。該原創曲用時15天即達成千萬播放，為目前Vtuber原創曲中最快紀錄[34]。
- 11月15日，於自身YouTube頻道發表預告短片，於2025年1月22日發售第三張個人專輯《新星目錄》，並宣布2月1日將於日本武道館舉辦個人演唱會「SuperNova」。[35]

## 音乐作品

### 專輯
|     | 名称                | 发售日期      | 規格產品編號 | 收錄曲目 | Oricon 最高排名 | Billboard JP 最高排名 | 备注 |
| --- | ------------------- | ------------- | ------------ | --- | --------------- | --------------------- | ---- |
| 1st | Still Still Stellar | 2021年9月29日 | HOLO-002     | 曲目(共12首) 1. Stellar Stellar 2. NEXT COLOR PLANET 3. GHOST 4. Dazzling 5. Bluerose 6. comet 7. Andromeda 8. Je t'aime 9. Starry Jet | 1位             | 1位                   |      |
| 2nd | Specter             | 2023年1月25日 | HLP-10001    | 曲目(共11首) 1. (wii-wii-woo) 2. TEMPLATE 3. TRUE GIRL SHOW 4. 7days 5. Damn Good Day 6. Newton                                        | 1位             | 1位                   |      |
| 3rd | 新星目録            | 2025年1月22日 | HLP-10010    | 曲目(11首) 1. AWAKE 2. Caramel Pain 3. DEADPOOL feat.花譜 4. （星街すいせい ver.）                                                     | 1位             |                       |      |

### 单曲
|    | 名称                                             | 发售日期       | 規格產品編號  | oricon 最高排名 | 备注                                             |
| -- | ------------------------------------------------ | -------------- | ------------- | --------------- | ------------------------------------------------ |
| 1  | NEXT COLOR PLANET                                | 2020年3月22日  | CVRD-004      | 5位             | 加入hololive后的首部原创曲、出道二周年紀念原創曲 |
| 2  | GHOST                                            | 2021年4月14日  | CVRD-040      |                 | 出道三周年紀念原創曲                             |
| 3  | Bluerose / comet                                 | 2021年6月26日  | CVRD-050      | -               | 于个人势Vtuber时期发布。                         |
| 4  | 疾馳 / 天球，彗星划过了夜空 （駆けろ / 天球、彗星は夜を跨いで）                 | 2021年7月9日   | CVRD-055      | -               | 于个人势Vtuber时期发布。                         |
| 5  | 任性擅自Dazzling / Bye Bye Rainy （Dazzling / ） | 2021年8月22日  | CVRD-069      | -               | CHUNITHM合作曲                                   |
| 6  | TEMPLATE／Wicked                                 | 2022年4月1日   | CVRD-144      | -               | 出道四周年紀念原創EP                             |
| 7  | (wii-wii-woo)                                    | 2022年11月5日  | CVRD-227      | 4位             |                                                  |
| 8  |                                                  | 2022年11月21日 | CVRD-234      | -               |                                                  |
| 9  | 晚會 （ / Soirée）                               | 2022年12月19日 | CVRD-244      |                 |                                                  |
| 10 | 先驅者 （先駆者）                                      | 2023年1月29日  | CVRD-256      |                 | 於個人演唱會「Shout in Crisis」上公布            |
| 11 | 彗醬的維修之歌 （スイちゃんのメンテナンスソング）                              | 2023年4月1日   | CVRD-275      | -               | 2023 愚人節企劃原創EP                            |
| 12 | XION （ザイオン）                                        | 2023年11月7日  | CVRD-350      |                 |                                                  |
| 13 | BIBBIDIBA （）                                   | 2024年3月23日  | CVRD-407      |                 |                                                  |
| 14 | Moonlight                                        | 2024年10月1日  | CVRD-479      |                 |                                                  |
| 15 | AWAKE                                            | 2024年11月15日 | CVRD-504      |                 |                                                  |
| 16 | Orbital Period                                   | 2025年2月3日   | CVRD-530      |                 | 於日本武道館個人演唱會「SuperNova」上公布        |
| 16 | もうどうなってもいいや                           | 2025年4月10日  | SRXX05263B00Z |                 | 電視動畫《機動戰士Gundam GQuuuuuuX》片尾曲       |
| 17 | 夜に咲く                                         | 2025年4月24日  | SRXX05279B00Z |                 | 電視動畫《機動戰士Gundam GQuuuuuuX》插曲         |

### 参加作品
| 名稱                               | 收錄     | 發售日期       | 參與歌手                 | 規格         | 備註                                          |
| ---------------------------------- | -------- | -------------- | ------------------------ | ------------ | --------------------------------------------- |
|                                    | 同名單曲 | 2021年7月14日  | TAKU INOUE & 星街彗星    | 數位音樂下載 | 收錄於同年12月22日發行的迷你專輯《ALIENS EP》 |
| The Last Frontier                  | 同名單曲 | 2021年10月16日 | AZKi & 星街彗星          | 數位音樂下載 |                                               |
| OUT OF FRAME                       | 同名單曲 | 2021年10月22日 | 星街彗星 & 戌亥床        | 數位音樂下載 |                                               |
| 青出於藍 (藍より群青)              | BLUER    | 2021年12月25日 | 夏代孝明 & 星街彗星      | 數位音樂下載 | SKLSHŌTER球鞋TVCM插入曲                       |
| CapSule                            | 同名單曲 | 2022年4月4日   | Mori Calliope & 星街彗星 | 數位音樂下載 | 收錄於同年7月20日發行的專輯《SHINIGAMI NOTE》 |
| 安魂曲 (レクイエム)                | 同名單曲 | 2023年4月14日  | Kanaria & 星街彗星       | 數位音樂下載 | 専門學校HALTVCM插入曲                         |
| 一無所有 (なんもない)              | 同名單曲 | 2024年5月1日   | 星街彗星 & sakuma.       | 數位音樂下載 | 動畫電影『成為星星的少女』主題曲              |
| ネバーフィクション (Never Fiction) | 同名單曲 | 2024年8月23日  | Kanaria & 星街彗星       | 數位音樂下載 |                                               |
| 一世風靡                           | 同名單曲 | 2024年11月27日 | 花譜 & 星街彗星          | 數位音樂下載 |                                               |

## 個人演唱會
| 年份   | 日期     | 演唱會                                  | 會場                |
| ------ | -------- | --------------------------------------- | ------------------- |
| 2021年 | 10月21日 | 1st Solo Live "STELLAR into the GALAXY" | 東京 豊洲PIT        |
| 2023年 | 1月28日  | 2nd Solo live "Shout in Crisis"         | 東京 東京花園劇院   |
| 2024年 | 11月14日 | Live Tour 2024"Spectra of Nova"         | 埼玉 埼玉超級競技場 |
| 2024年 | 12月10日 | Live Tour 2024"Spectra of Nova"         | 大阪 舞洲圓形體育館 |
| 2024年 | 12月28日 | Live Tour 2024"Spectra of Nova"         | 福岡 福岡太陽宮     |
| 2025年 | 2月1日   | 日本武道館Live "SuperNova"              | 東京 日本武道館     |

## 出演

### 遊戲
※均以本人身份在遊戲中登場
- 卡片戰鬥！！先導者 (2020年)
- WACCA (2020年)
- D4DJ Groovy Mix (2021年)
- CHUNITHM (2021年)
- 東京 7th Sisters (2022年)
- Tower of sky (2023年)
- 妖怪手錶 Puni Puni (2024年)
- 偶像大師 灰姑娘女孩 星光舞台 (2024年)

### 廣播
※為主持人。
- ※HOLOLIVE presents 星街彗星的MUSIC SPACE（2020年4月5日—2021年3月28日，超！A&G+）[44]
- （2020年6月17日，文化放送）[45]
- ※（2021年4月4日—2023年10月1日，超！A&G+，與田所梓共同主持）[46]
- ※（2022年8月12日、2023年1月9日、2023年4月16日—，NHK-FM）[47][48]
- SCHOOL OF LOCK!（2023年1月10日，TOKYO FM）

### 電視節目
※為網路直播。

#### 2020年
- （3月19日[49]，REALITY※）
- （3月20日[50]，BS日視）
- （8月14日[51]，NHK綜合）
- D4DJ First Mix TV（10月2日、10月9日[52]，TOKYO MX、BS日視）
- （12月7日[53]，NHK E）

#### 2021年
- （1月14日[54]，朝日電視台）
- （8月25日[55]、2022年2月23日[56]，日本電視台、SPWN※）
- （8月29日[57]，SPWN※）
- （10月19日，朝日電視台）

#### 2022年
- （8月13日，NHK E）
- （8月20日[58]、日本電視台）

#### 2023年
- （2月13日，朝日電視台）

## 聯名合作
- nanoblock
- 牛角
- スイーツパラダイス
- 0101
- アニメイト
- ドン・キホーテ
- Atré秋葉原店（アトレ秋葉原），“ホロライブ1期生デビュー1周年記念”活动（6月1日 - 6月26日）[59]（1期生），“Holoatré”活动（2月15日至2月29日）[60]
- 讀賣樂園，VtuberLand2019 ホロライブWEEK 〜清楚さいきょうらんど〜[61]
- 東京歡樂城[62]（時乃空1期生 兔田佩克拉、不知火芙蕾雅、白銀諾艾爾、寶鐘瑪琳）
- 東京鐵塔
- 東京晴空塔
- 日本郵便
- 安利美特咖啡台北北門（兔田佩克拉）
- iPASS一卡通（兔田佩克拉）
- 卡拉邦（寶鐘瑪琳 雪花菈米）
- D4DJ（星街彗星、白上吹雪、湊阿庫婭、兔田佩克拉）
- BanG Dream!（星街彗星、白上吹雪、湊阿庫婭）
- 東京コンセプション
- Groove Coaster
- WACCA（2020年2月3日追加hololive IDOL PROJECT的《Shiny Smily Story》、时乃空的《Dream☆Story》和AZKi的《without U》）
- 太鼓の達人

## 外部連結
- ホロライブプロダクション 所属タレント 星街すいせい （页面存档备份，存于）（日語）
- YouTube上的 Suisei Channel頻道
- 星街彗星Official的哔哩哔哩个人空间
- 星街彗星的X（前Twitter）
- 星街彗星的pixiv